# Oizé
Oizé település Franciaországban, Sarthe megyében. Lakosainak száma 1325 fő (2022. január 1.). Oizé Yvré-le-Pôlin, Cérans-Foulletourte, La Fontaine-Saint-Martin, Mansigné, Requeil és Saint-Jean-de-la-Motte községekkel határos.

## Népesség
A település népességének változása:
| Lakosok száma | 1335 | 1325 | 1337 | 1323 | 1327 | 1333 | 1334 | 1330 | 1325 |
|               | 2013 | 2015 | 2016 | 2017 | 2018 | 2019 | 2020 | 2021 | 2022 |